# 男木島図書館
男木島図書館（おぎじまとしょかん）は、香川県高松市男木町（男木島）にある図書館（私設図書館）。事業主体は特定非営利活動法人男木島図書館。2016年2月14日に開館した。

## 前史

### 図書館と地域の事情

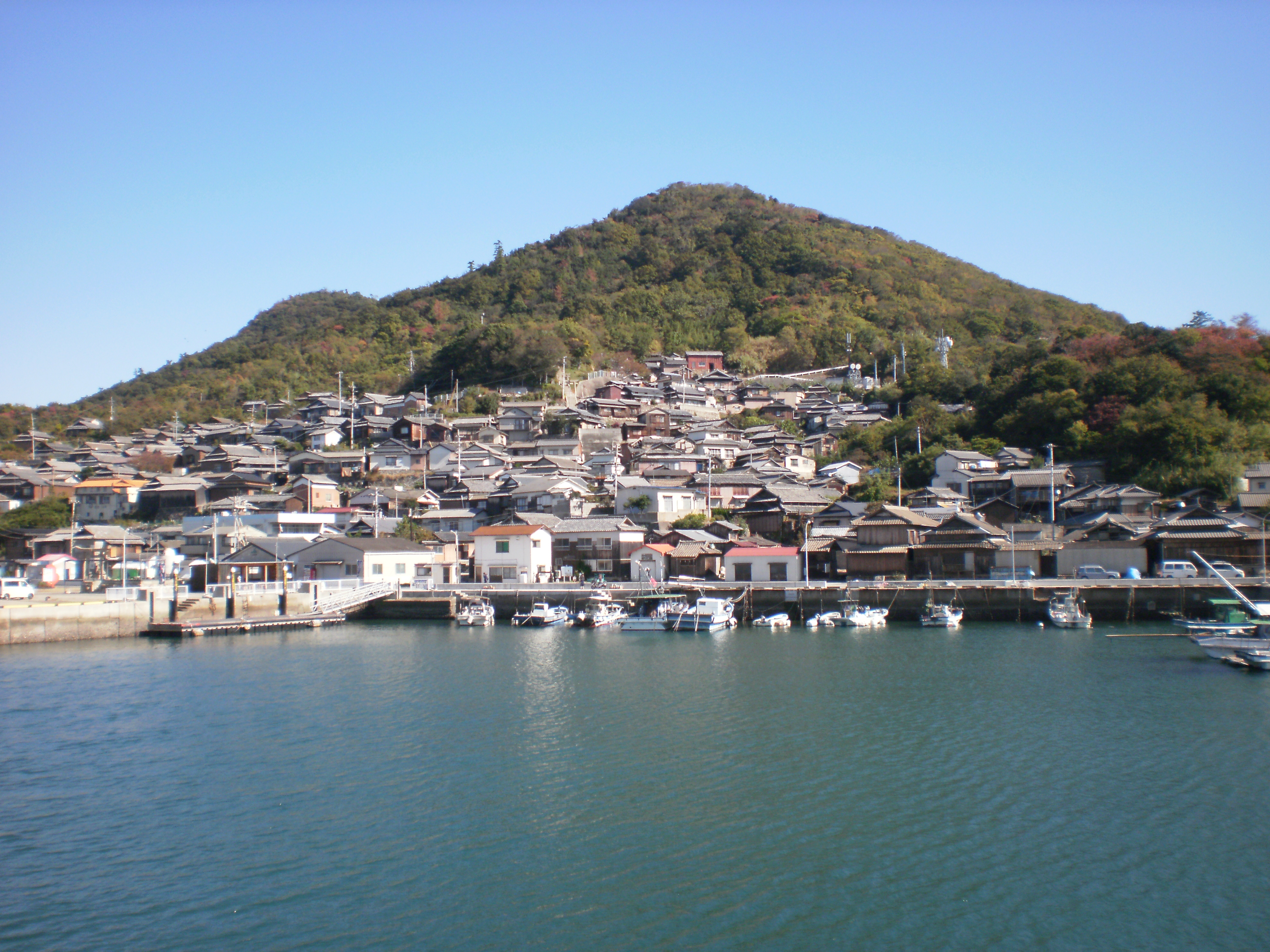
沖合から見た男木島の集落

男木島は瀬戸内海に浮かぶ人口約180人の離島であり、香川県高松市の高松港からフェリーで約40分の距離にある。かつて男木島には図書館がなく、男木コミュニティセンターに蔵書約700冊の高松市図書館男木島分室（図書室）があるのみだった。本を読むためには定期便で本土の高松市街地まで行く必要があったため、読書の習慣がない住民が多く、「本を読んでいたのは遠い昔のこと」と語る住民もいた。また、2010年代に移住してきた若者と旧来の住民を結びつけるための、地域住民が老若男女を問わず交流できる施設の設置も課題だった。2014年9月10日には高松市図書館が初めて出張サービスを実施し、住民のリクエストに応じた書籍の貸し出しを行ったり、児童に紙芝居や絵本の読み聞かせを行った。高松市図書館が42冊の書籍を男木島分室に持ち込み、3か月間は男木島住民が自由に利用できる。
男木島は年々人口が減少し、平均年齢が約70歳という高齢化・少子化・過疎化が進んでいた。子どもの数が減ったことで、男木小学校は2008年に、男木中学校は2011年に休校となった。ところが瀬戸内国際芸術祭などの影響で、2010年代にはUターン・Iターンの移住者も現れた。2014年から2015年にかけての1年間には26人が他地域から男木島に移住しており、移住者の大半が20代から30代、2015年現在では島民の10%以上が移住者であるという。2015年にはある移住者が漁師として独り立ちしたため、約20年ぶりに餅まきの行事が行われた。島内の学校である高松市立男木小学校および高松市立男木中学校は、2014年4月には移住者の子ども6人を迎えて仮設校舎にて再開している。

### 福井順子の移住

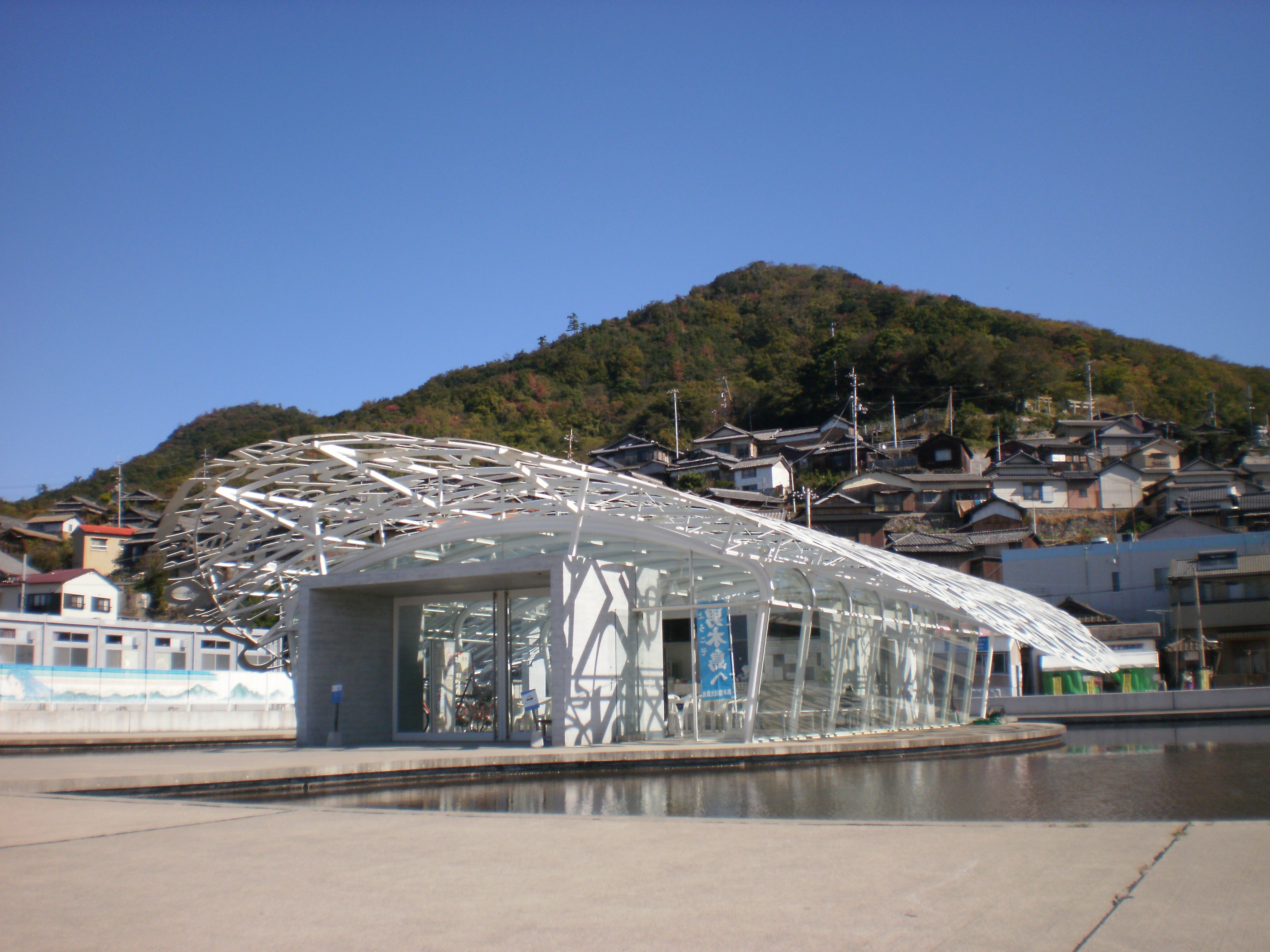
瀬戸内国際芸術祭を契機に活気づいた男木島

福島県郡山市出身の福井順子（旧姓額賀）は大阪芸術大学を卒業後、ウェブデザイナーとして20年間ほど大阪で生活していた。大学で出会った男木島出身の夫はIT関連企業を経営しており、2013年に夫が瀬戸内国際芸術祭のために男木島を紹介するウェブサイトを制作した関係で、家族で2週間ほど男木島に滞在。離島でも順子のデザイナーとしての仕事に支障がなかったことや、娘が男木島に好印象を持ったことなどがきっかけで、2014年3月には順子・夫・娘の家族3人で男木島に移住した。
移住にあったては、夫が男木小・中学校の再開運動を主導して、男木島人口の5倍近い900筆近い署名を集めた。高松市教育委員会に再開を要請すると、2014年春には同時期に移住してきた3家族6児童生徒での再開が実現した。小・中学校再開や図書館開館に旧来の住民の支援を得ることができたのは、若い移住者が消防団や地域活動などに率先して取り組んだことが大きい。

## 歴史

### NPO法人の設立と開館準備

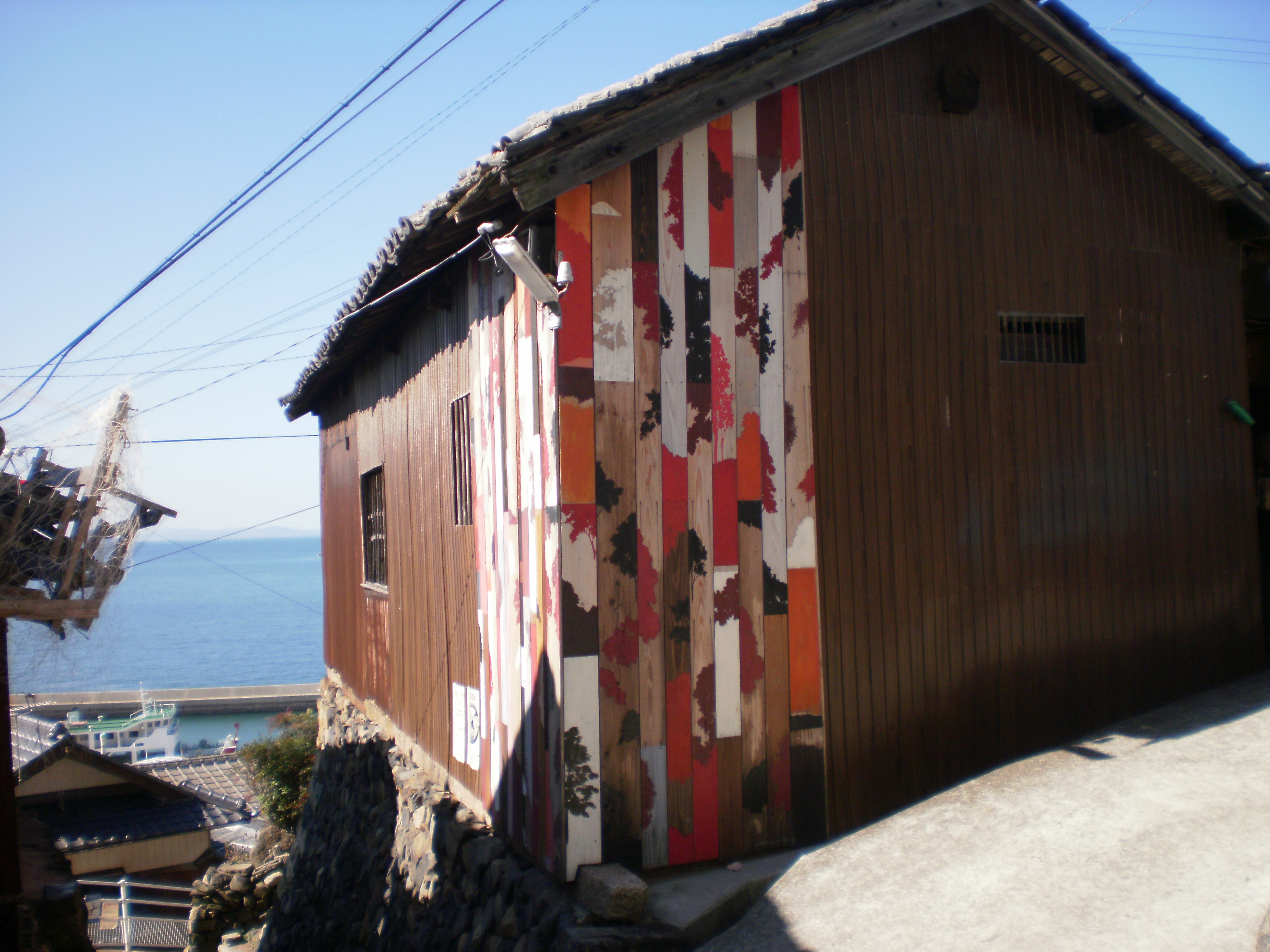
男木島路地壁画プロジェクト

男木小・中学校再開校に尽力した夫が順子を刺激した。順子は2014年11月に特定非営利活動法人(NPO法人)男木島図書館の設立を申請。12月には築100年の古民家を改装して図書館を開設することを決定した。この建物は木造2階建、延床面積約100m2。2015年1月から古民家の改装作業を進め、2月からは建築家との協議を行って改装工事を本格化させた。NPO法人と島民が共同で古民家の清掃などの作業を行い、床をコンクリートで補強し、柿渋で染めた和紙を屋根裏に貼った。香川県内の大学生、男木島への観光客など、2015年11月時点でのべ300人以上が改装工事を手伝い、中には東京から駆け付けた参加者もいたという。小豆島や直島など近隣の島からもボランティアが訪れ、遠方からの支援もあった。

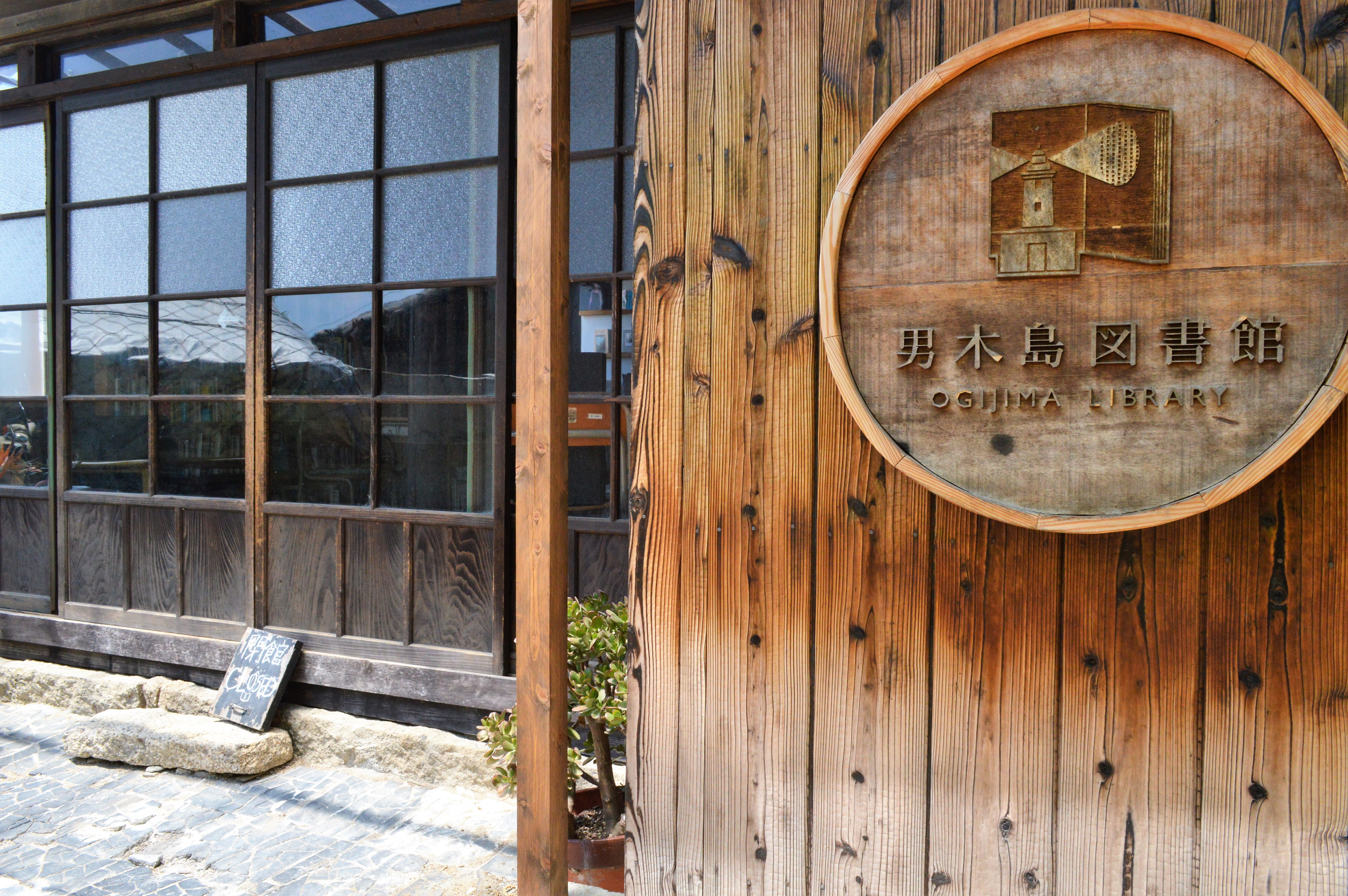
男木島図書館の入口

代表の順子の蔵書2,000冊に加えて、島内外から書籍の寄贈を募り、最終的には約10,000冊を収蔵することを目指している。住民のニーズを調査するために、2015年2月からは週1回の移動図書館を開催。オンバと呼ばれる手押し車に約80冊の書籍を積んで、順子自らが交流所や神社などをまわった。500冊の蔵書の購入費用と本棚の設置費用に当てるために、150万円を目標とするクラウドファウンディングを行った。告知期間は60日間を予定していたが、開始からわずか24日間で目標金額に到達。このため目標額を240万円に再設定し、さらに500冊（計1,000冊）の書籍の購入と視覚障害者用の音声読書再生機の購入を目指した。購入する蔵書は島民に対するアンケートで決めるという。2015年8月20日にはKSB瀬戸内海放送のスーパーJチャンネルにて、『生まれる“つながり”…男木島図書館』という特集が放送された。

### 念願の開館
開館予定日は当初の2015年6月から、2015年の夏前、2015年8月、2015年秋、2015年内と延びたが、2016年2月14日に開館した。開館記念として現代美術家・写真家の松蔭浩之による写真展が行われる。図書館には男木島出身の作家、西村望と西村寿行など、香川県出身作家の郷土コーナーなどが設けられている。当面は金曜から月曜までの週4日開館、開館時間は13時から17時である。